# 만난 지에 5초 만에 배틀

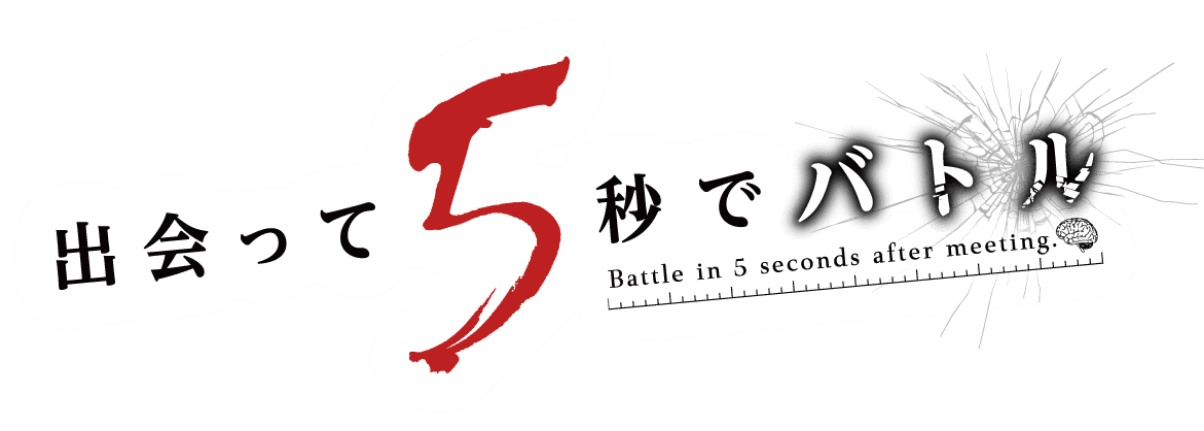

만난 지에 5초 만에 배틀(일본어: 出会って5秒でバトル)는 하라와타 세이조가 원작한 일본의 만화이다. 2015년 8월 11일부터 미야코 카시와를 작화로 맞이한 리메이크판이 쇼가쿠칸의 『우라 선데이』에서부터 『망가원』에서 연재중. 코믹스의 누계 발행 부수는 2020년 11월 현재 200만 부를 돌파하고 있다.